# Phasia truncata
Phasia truncata är en tvåvingeart som beskrevs av Herting 1983. Phasia truncata ingår i släktet Phasia och familjen parasitflugor.
Artens utbredningsområde är Spanien. Inga underarter finns listade i Catalogue of Life.